# Ostrau (Grimma)
Ostrau ist ein Dorf im Landkreis Leipzig in Sachsen. Politisch gehört der Ort seit 2012 zu Grimma. Er liegt an der Staatsstraße S 36 zwischen Zschoppach und Zschockau.
Urkundlich wurde Ostrau 1247 das erste Mal als „Ozstrowe“ genannt. Der Name leitet sich vom altsorbischen Ostrov für „Insel“ ab. Weitere Nennungen waren:
- 1289: Ostrowe
- 1548: Ostra
- 1555: Ostro
- 1590: Ostraw
- 1875: Ostrau b. Leisnig

Am 1. April 1937 wurde Ostrau nach Zschoppach eingemeindet. Zum 1. März 1994 schlossen sich die damals selbstständigen Gemeinden Böhlen, Dürrweitzschen, Leipnitz, Ragewitz und Zschoppach zur Gemeinde Thümmlitzwalde zusammen. Diese wiederum wurde am 1. Januar 2011 nach Grimma eingemeindet, womit Ostrau letztlich ein Gemeindeteil von Grimma geworden ist.

## Entwicklung der Einwohnerzahl
| Jahr    | Einwohnerzahl                         |
| ------- | ------------------------------------- |
| 1548/51 | 6 besessene Mann, 4 Inwohner, 7 Hufen |
| 1764    | 5 besessene Mann, 5 3⁄4 Hufen         |
| 1834    | 67                                    |

| Jahr | Einwohnerzahl |
| ---- | ------------- |
| 1871 | 96            |
| 1890 | 79            |
| 1910 | 81            |

| Jahr | Einwohnerzahl |
| ---- | ------------- |
| 1925 | 73            |